# Człopa
Człopa é um município da Polônia, na voivodia da Pomerânia Ocidental e no condado de Wałcz. Estende-se por uma área de 7,4 km², com 2 363 habitantes, segundo os censos de 2016, com uma densidade de 376,9 hab/km².